# Gaston Bogaert
Pour les articles homonymes, voir Bogaert.
Gaston Bogaert (Le Mans, 1918 - Etterbeek, 2008) est un peintre et un écrivain franco-belge.

## Biographie
Bogaert est un peintre qui se sert de symboles et d'images irréelles pour créer une atmosphère romantique et intrigante. Il se meut de préférence dans un monde où l'on sent très bien la mélancolie et la nostalgie du passé. La relativité de la vie et l'impuissance d'échapper à la fatalité sont à la base d'un contenu riche, raffiné et changeant. Gaston Bogaert sait fondre dans des tableaux uniques où l'on devine toute une philosophie, sa vision très personnelle du monde de l'irréel, du rêve et du fantastique, créant une tension mystérieuse ou un sentiment oppressant d'une menace imminente. Le public est hypnotisé par une réalité teinte et par la façon très contemporaine de cet artiste-né, qui reste peintre et poète dans chacune de ses créations. L'absence de présence humaine normale soulève en nous un désir libérateur de connaître ce qui se trouve derrière son thème et qui constitue le secret de l'artiste.

## Expositions
Expositions personnelles à Bruxelles, Lille, Knokke-le-Zoute, Saint-Martens-Latem, Mons, Anvers, Bâle, Paris, Cologne, Hauterive, Cannes, La Haye, Athènes, Luxembourg, Turin, Ostende, Malines, Lokeren, Liège, Strasbourg, Clermont-Ferrand et Annecy.

## Œuvres
Œuvres aux musées de Cagnes-sur-Mer, Verviers, Charleroi, Laethem-Saint-Martin, Anvers, Arlon, Musée Gaspar-Collections de l'Institut Archéologique du Luxembourg, Brasilia, au Rockefeller Art Center de New York, à la Victoria Art Gallery du Canada, au Dimona de Tel-Aviv et dans les collections de l'État belge.

## Ouvrages sur l'artiste
De nombreux livres lui ont été consacrés, (monographies abondamment illustrées et ouvrages collectifs)- Notamment :
- "Dictionnaire des peintres belges nés entre 1750 & 1875" par P. & V. Berko - Knokke (1981), p. 24-25.
- Bogaert par Marcel Fryns - Éditions Art et Industrie - Paris (1968)
- L'Art vivant en Belgique par Marcel Emans - Éditions Medens, Bruxelles (1972)
- Contemporary belgian painters and sculptors - Éditions Van Wiemeersch, Gand (1973)
- Bogaert - par Jean Daleveze - Préface de Maurice Rheims - Éditions Art et Industrie Paris - Éditions Dereume - Bruxelles (1973)
- Bogaert et les maisons suspectes - Quinze contes de Thomas Owen (de l'Académie Royale de Langue et de Littérature françaises de Belgique) -Jacques Antoine (éditeur) (1976)
- 50 artistes de Belgique par Jacques Collard - Éditions Louis Musin - Bruxelles (1977)
- Lexikon der Phantastischen Malerei - Dumont Burhverlag - Köln (1977)
- Les dessins de Bogaert, présentés par Paul Caso - Éditions Arts et Voyages - Lucien De Meyer Éditeur, Brussels - (1977)
- L'Art en Belgique - Éditions d'Art, Bruxelles (1978)
- Hivernales, textes de S. Kuhnen de la Cœuillerie, Noëlle Lans, Anne Laurence, Andrée Sodenkamp, Robert Gérard, Thomas Owen, Désiré Roegiest, Germain Thomson. - Guy Pieters, Éditeur - Laethem-Saint-Martin (1978)- Ouvrage publié également en langue néerlandaise sous le titre : Winterlanden
- Bogaert ou la figuration spiritualisée - Texte de Philippe Cruysmans - Préface de François-Xavier Ortoli - Éditions Malvaux - Bruxelles 1979
- Du surréel au fantastique - 13 peintres européens contemporains - De Jean-Louis M. Monod - Préface de Marcel Schneider - (Ouvrage collectif) - Éditions Alain Lefeuvre - Nice - (1980)
- Les chambres secrètes - Vingt contes de Thomas Owen inspirés par vingt tableaux de Bogaert. - Éditions Delta - (1983)
- Bogaert de Marcel Van Jole - Éditions Arte et Bibliopress - Genève - Paris - Anvers (1983)
- Un siècle de peinture wallonne, de Paul Caso. Éditions Rossel - Bruxelles (1984)
- Histoire de la peinture belge, de Jo Gérard et R. de B. de Sauvigny. - Éditions J.M. Collet - Bruxelles (1984)
- Les arts en Europe - Éditions Artis Documenta. Monaco (1985)
- L'énigme du temps - Éditions Galerie 2016. Hauterive (1989)
- Regard sur les peintures et dessins de Bogaert, par Guy Dessicy-Galerie 2016-Hauterive-Neuchâtel (2007)